# Заперевальний (зупинний пункт)
Заперева́льний — пасажирська зупинна залізнична платформа Донецької дирекції Донецької залізниці. Розташована в Будьоннівському районі Донецька, Донецька область, на лінії Ясинувата-Пасажирська — Ларине між станціями Мушкетове (2 км) та Чумакове (2 км).
Див. також: Богодухівська залізнична гілка.
Через військову агресію Росії на сході України транспортне сполучення припинене, водночас Яндекс.Розклади вказує на наявність пасажирських перевезень.